# Кызлар
Кызлар (рум. Cîzlar) — село в Леовском районе Молдавии. Наряду с селом Князевка входит в состав коммуны Князевка.

## География
Село расположено на высоте 79 метров над уровнем моря.

## Население
По данным переписи населения 2004 года, в селе Кызлар проживает 183 человека (90 мужчин, 93 женщины).
Этнический состав села:
| Национальность | Число жителей | Процентный состав |
| -------------- | ------------- | ----------------- |
| молдаване      | 94            | 51.37             |
| украинцы       | 86            | 46.99             |
| болгары        | 2             | 1.09              |
| русские        | 1             | 0.55              |
| Всего          | 183           | 100%              |